# ۲۲۶ (قمری)
۲۲۶ (قمری)، دویست و بیست و ششمین سال در گاهشماری هجری قمری است. اول محرم این سال برابر با چهارم نوامبر سال ۸۴۰ میلادی است.